# Крикунов, Константин Евгеньевич
Константи́н Евге́ньевич Крикуно́в (24 января 1963 года, Армавир — 12 апреля 2010 года, Санкт-Петербург) — поэт, писатель, журналист. Автор сборников поэзии, прозы и публицистики.

## Биография
Учился в школе в Армавире. Окончив её, поступил на факультет журналистики ЛГУ. В университетские годы посещал ЛИТО поэта Виктора Сосноры. После окончания университета (1985) работал в провинциальной прессе. Затем вернулся в Ленинград. Как репортер газеты «Час пик» ездил в зоны конфликта и горячие точки Чечни и Ингушетии, работал в «Аргументах и фактах», «Известиях», был литературным редактором журнала «На Невском», главным редактором петербургской газеты «Хроника настоящего времени» (2004—2005), руководил издательством «Текст». Поэтический дар Константина Крикунова ощущается и в его репортажах и эссе, играет ключевую роль в создании новых жанров. Параллельно с газетно-журнальными публикациями выходят книги его стихов «Календарик с вороной» (1990) и «Стекло-12-крылая птица» (1995), сборник прозы и публицистики «Ты» (2004), книга прозы «Четыре тетради» (2010). В 2008 и 2009 гг. он участвовал в Фестивалях свободного стиха в Москве. Поэтическое мышление проявилось и в увлечении фотографией — посмертная выставка его фоторабот Erde (Земля) прошла в галерее «Борей» (Санкт-Петербург) в 2010 г.
Похоронен на Смоленском кладбище в Петербурге.

## Творчество
Очерки и репортажи Константина Крикунова на страницах газет и журналов выстраиваются в панораму жизни Петербурга на переломе столетий . Среди его героев — карманники и милиционеры, деятели культуры и политики: Собчак, Ельцин, Невзоров, Геннадий Айги, Владлен Гаврильчик, Юрий Шевчук, Рид Грачев, Константин Симун. Он редактировал еженедельник «Хроника настоящего времени». Он создал свой собственный журналистский жанр — ритмизованный репортаж, как развернутая поэтическая метафора, что отмечает Дарья Суховей . Очерки, собранные под общим названием «Книга большого города», Геннадий Айги в предисловии к книге «Ты» назвал современными мини-повестями, трагическими «белыми ночами» нулевых.

## Книги
- Константин Крикунов . Календарик с вороной. Стихи 1983—1990 гг. Армавир, 1990
- Константин Крикунов .Стекло-12-крылая птица. Санкт-Петербург, 1995
- Константин Крикунов .Ты. Очерки русской жизни. Санкт-Петербург, 2004
- Константин Крикунов . Четыре тетради. Санкт-Петербург, 2010

## Публикации
- Сборник «Перелом ангела». Тверь, 2005
- Очень короткие тексты: в сторону антологии. М., НЛО, 2000
- Монастырский дневник. Журнал «Северная Аврора», 2010